# 外星人的真相
《外星人的真相》是雀斑樂團的第二張單曲，於2008年4月5日發行。
此張單曲也是春吶的紀念單曲，但是也是解散前的最後一張作品。

## 曲目
1. 八里卡哩卡哩  
  - 作詞／作曲：雀斑樂團
  - 無收錄於專輯中
2. 愛的大逃殺 
  - 作詞／作曲：雀斑樂團
  - 無收錄於專輯中
3. 游泳圈 
  - 作詞／作曲：雀斑樂團
  - 無收錄於專輯中